# George William Smith
George William Smith, född 1762 i Essex County, Virginia, död 26 december 1811 i Richmond, Virginia, var en amerikansk politiker (demokrat-republikan). Han var först tillförordnad guvernör i delstaten Virginia i januari 1811, tillträdde senare samma år ämbetet som Virginias 17:e guvernör men omkom sedan i en teaterbrand.
Smith var verksam som advokat och gifte sig 1793 med Sarah Adams. Paret fick åtta barn. Den 30 september 1806 avled hustrun Sarah och Smith gifte om sig med Jane Read Jones. Han var ledamot av Virginias delegathus 1790–1793 och 1801–1802. Guvernör John Tyler avgick den 15 januari 1811 och Smith var tillförordnad guvernör i fyra dagar innan James Monroe valdes till Tylers efterträdare. Smith efterträdde senare samma år Monroe som guvernör. Smith gravsattes i Monumental Church i Richmond efter att ha omkommit i teaterbranden den 26 december 1811.